# 高超 (水工)
高超（?—?），北宋水利专家，为黄河水工。

## 生平
庆历八年（1048年），黄河在澶州商胡决口，改道由海河口入海。宋仁宗派郭申锡治河，堵口多次阻塞不能合龙。高超建议采用合龙门箒三节沉压法，郭申锡不采纳。后来郭申锡离任，河北安抚使贾昌朝采纳高超的意见，堵口终于合龙。